# 七步诗
七步诗见于《三国演义》，描述曹丕嫉妒其弟曹植的文学才华，曾下令其七步内作诗，并且包含兄弟之意而无「兄弟」二字，否则将其处死。曹植以煮豆为题材，作出此诗，来表达兄弟相残的悲哀，最终曹丕自愧而将其放过。
此诗广为流传，但并没有见于《三国志》（三国志行文简略，不录之文甚多），最早也出现于《世说新语·文学》，所以是不是曹植所作被认为存疑。

## 原著
据《世说新语》记载，魏文帝曹丕妒忌弟弟曹植的才学，命曹植在七步之内作出一首诗，否则曹植将被处死。曹植没走到七步，便吟出讽刺骨肉相残的《七步诗》：
煮豆持作羹，漉菽以為汁，
萁在釜下燃，豆在釜中泣，
本是同根生，相煎何太急？
该典故中，衍生了“七步之才”、“七步成詩”等成语，形容才思敏捷，能夠出口成章，下筆成文；还衍生了「煮豆燃萁」這個成語，形容手足相殘。

這首詩流傳至後世，又出現四句的版本，並見於小說《三國演義》：
煮豆燃豆萁，豆在釜中泣，
本是同根生，相煎何太急。
但《三國演義》所述是應聲而非七步而作。由於《三國演義》的流傳較《世說新語》為廣。因此四句的版本比原來六句的版本更為人所熟知。

由於此事件不見於正史《三國志》，此詩亦不見於《曹植集》，有人就認為此事為後人虛構，但正史無載的事不能斷言為虛構。亦有人認為確有其事，但現存的《七步詩》為後人偽託。另有一種說法是《七步詩》有兩首，先一首為《兩肉》：
兩肉齊道行，頭上帶凹骨。
相遇塊山下，郯起相搪突。
二敵不俱剛，一肉臥土窟。
非是力不如，盛氣不洩畢。
並認為曹植先作此首，曹丕再出題要曹植再賦詩，後一首才是《煮豆》。但無論如何，《七步诗》广为流传。

## 引用
后人引用曹植《七步诗》写出了一些佳作，发表阐述了自己的意见，如鲁迅、周恩来、郭沫若等。

### 鲁迅
1920年代，北京女子师范大学校长杨荫榆为段祺瑞政府推广复古教育，更为学生的安全着想，极力阻止学生运动。鲁迅为表达对此的不平，依《七步诗》原韵，写了《替豆萁伸冤》：“煮豆燃豆萁，萁在釜下泣。我烬你熟了，正好办教席。”

### 郭沫若
《七步诗》让千余年来人们对曹植抱着深切的同情，同时对曹丕则多怀厌弃的情绪。而郭沫若对“抑丕扬植”的看法不甚赞同，他认为曹丕在文艺批评和七言诗的发展史上占有开山地位，为三国时期重要的诗人，他还举南朝梁文学理论批评家刘勰所说：“文帝以位尊减才，子建以势窘益价”，他认为这是较公允的评价。郭沫若指出：“站在豆的一方面说，固然可以感觉到萁的煎迫未免为火烧火；如果站在萁一方面说，不又是富于牺牲的精神的表现吗？”
因此，1941年郭沫若仿《七步诗》写下了一首“翻案剥皮诗”——《反七步诗》：“煮豆燃豆萁，豆熟萁已灰。熟者席上珍，灰作田中肥。不为同根生，缘何甘自毁？”

### 江泽民
2000年3月8日，时任中共中央总书记、国家主席、中央军委主席的江泽民在北京人民大会堂香港厅会见参加九届全国人大三次会议香港团的代表时，早已等候在这里的数十位中外记者争相向他提问台湾问题。江泽民与某记者发生了如下的对话：
记者：“三位台湾的主要‘候选人’都说，如果当选，愿意到大陆来访问，您会欢迎接见他们吗？”
江泽民：“其实关于这个问题，我的历次讲话都说得很清楚，凡是坚持一个中国的，我们在任何一个时期都欢迎。”
记者：“如果支持‘台独’的‘候选人’上台会怎样？”
江泽民：“你想一想会怎样？”
记者：“请问江主席，两岸如果真的开战，岂不是相煎何太急？”
江泽民：“我发现你们这一点，我感觉到...幸亏我这个人喜欢诗词，你大概用的曹植的这首诗‘煮豆燃豆箕，豆在釜中泣。本是同根生，相煎何太急’。我的理解，就是你，如果是要搞台独，这个问题就意味着相煎何太急。你怎么独立呢？你不是本是同根生嘛！对不对啊？”

### 伊隆·马斯克
2021年11月2日，全球首富伊隆·马斯克在Twitter及微博上发布《七步诗》四句版本，并在上面冠以 Humankind （人类）字眼。 对于发布这首诗的含义，路透社向特斯拉发出置评请求，但并没得到回应。

## 引注
1. ↑  《世說新語·文學》：「文帝嘗令東阿王七步中作詩，不成者行大法。應聲便為詩：『煮豆持作羹，漉菽以為汁，萁在釜下燃，豆在釜中泣，本自同根生，相煎何太急？ 』帝深有慚色。」
2. ↑  《三國演義》第七十九回出現
3. ↑  . 中新社. 2000年3月8日  [2021年11月3日]. （原始内容存档于2021年11月2日）.
4. ↑  . 联合早报. 2021-11-02  [2021-11-02]. （原始内容存档于2021-11-02）.
5. ↑  . 聯合新聞網. 2021-11-02  [2021-11-02]. （原始内容存档于2021-11-03）.
6. ↑  . 路透社. 2021-11-02  [2021-11-03]. （原始内容存档于2021-11-03）.